# Fitna di al-Andalus
La Fitna di al-Andalus (in arabo: فتنة الأندلس) fu un periodo di instabilità politica e guerra civile (1009-1031) che precedette il collasso del Califfato di Cordova.
Ebbe inizio nell'anno 1009 con un colpo di Stato che portò all'assassinio di Abd al-Rahman Sanchuelo, figlio di Almanzor, alla deposizione del califfo Hisham II ibn al-Hakam ed all'ascesa di Muhammad II ibn Hisham, pronipote di Abd al-Rahman III. Il conflitto divide l'intera Al-Andalus in una serie di regni Taifa. La fitna si concluse con la definitiva abolizione del califfato di Cordova nel 1031 anche se diversi regni successori continuarono a reclamare per sé il califfato anche molto tempo dopo. Oltre ai vasti tumulti popolari, grandi purghe vennero portate avanti da Almanzor nei suoi territori e questo aveva aggiunto malcontento al collasso finanziario per la continua richiesta di tasse per il mantenimento della guerra.
Attraverso il conflitto, nacquero numerosi regni musulmani che vennero sostenuti soprattutto a nord da regni cristiani oltre che da soldati mercenari. Cordoba ed i suoi sobborghi vennero ripetutamente razziati nel corso della guerra, distruggendo molti monumenti iconici della città come ad esempio l'Alcázar de los Reyes Cristianos e la Madinat al-Zahra'. La capitale venne temporaneamente trasferita a Malaga. In meno di vent'anni, 10 differenti califfati emersero come stati successori del califfato di Cordova (tra questi un regno restaurato sotto Hisham II). Tre di questi formarono una linea di successione dinastica definita Dinastia Hammudide.

## Cause
Sino alla morte di Al-Hakam II nell'anno 976, il Califfato di Cordova era stato un potente stato, rispettato e temuto nel contempo dai regni cristiani del nord. Dopo la sua morte, suo figlio Hisham II ibn al-Hakam venne chiamato a succedergli ma era ancora un bambino e pertanto il visir, Almanzor, fu in grado con poche semplici mosse di prendere il potere, usurpando il califfato e riducendo il califfo allo status di un burattino. La potenza del califfato cadde ben presto e la sua tradizionale unità si spezzò in diversi gruppi musulmani, fatto che fece seguito a una serie di guerre civili.
Per aver assicurato il proprio potere, Almanzor favorì i Berberi ed altri gruppi. Simili situazioni per mantenere l'ordine vennero cercate anche dal figlio di Almanzor, Abd al-Malik al-Muzaffar, quando egli succedette al trono di suo padre. La situazione ormai esacerbata porto ad una generale insicurezza del governo e venne ulteriormente minata da una serie di complotti tra i vari gruppi rivali per l'ottenimento del potere. Abd al-Malik morì nel 1008, lasciando suo fratello Abd al-Rahman Sanchuelo al potere. Sanchuelo fu in grado di convincere Hisham II a nominarlo legittimo erede al califfato. Questo fatto segnò l'ultima fase del governo degli Omayyadi che lanciò un colpo di Stato su vasta scala e una rivolta.

## La guerra civile
Cogliendo vantaggio dall'assenza di Sanchuelo, che aveva lasciato il paese per combattere contro le forze di Alfonso V di León, il capo omayyade Muhammad II ibn Hisham detronizzò suo cugino, il califfo Hisham II ibn al-Hakam nel 1009. Sanchuelo ritornò velocemente a Cordoba ma il morale dei berberi del suo esercito era ben basso per la lunghezza della campagna e perché molti soldati avevano disertato. Cadde prigioniero di Muhammad II e venne giustiziato poco dopo.
A seguito di questo episodio, il potere di Muhammad II e l'influenza portarono alla creazione di un nuovo blocco d'opposizione guidato da Sulayman ibn al-Hakam, "al-Musta'in". Supportato dai berberi, Sulayman fu in grado di catturare Muhammad II e divenne califfo nel 1009. Questa catena di eventi, incitò la dinastia Hammudide, una potente famiglia di Ceuta ed Algeciras a proclamarsi legittimi califfi ed a marciare sulla città di Cordoba. Questi furono in grado di detronizzare Sulaiman e mantennero il potere sino al 1023.
Un nuovo pretendente omayyade, Abd al-Rahman V ibn Hisham divenne il successivo califfo nel 1023. Sfortunatamente per Abd ar-Rahman V, lo scontento generato dalle nuove tasse per riempire i forzieri statali ormai vuoti generò una nuova rivoluzione che portò alla sua caduta.
Tre ulteriori califfi, due omayyadi e uno hammudide si succedettero al trono sino all'anno 1031, quando l'élite cordobana abolì il califfato e fondò uno stato indipendente. Ad ogni modo si fecero avanti diversi altri pretendenti che continuarono a richiedere per loro il califfato.

## Conseguenze
Questo periodo di caos, iniziato dalla dinastia degli Hammudidi portò alla frammentazione del califfato ed alla fondazione dei primi regni indipendenti Taifa. È importante notare come i regni cristiani del nord spesso si schierarono all'interno di questo conflitto malgrado le divisioni culturali e soprattutto religiose. Il periodo che seguì non fu pacifico. Dopo la frammentazione del califfato, le singole taifa si combatterono le une contro le altre. I regni cristiani, videro in questa frammentazione la possibilità di ottenere nuovi territori, intensificando il fenomeno della Reconquista.